# The 1st Album
The 1st Album is het debuutalbum van Modern Talking, een pop/discogroep uit Duitsland. Het album werd in 1985 wereldwijd uitgebracht. Het album bevat twee internationale hits: You're My Heart, You're My Soul en You Can Win If You Want. Wereldwijd werden er 8 miljoen exemplaren van The 1st Album verkocht. In de Nederlandse Album Top 100 kwam het tot plaats 8 en bleef het 31 weken lang in deze hitlijst staan.

## Betrokkenen
- Thomas Anders: zang
- Rolf Köhler: zang, koor
- Birger Corleis: zang (nr. 3), koor
- Michael Scholz: koor
- Detlef Wiedeke: koor
- Dieter Bohlen: producer, zang (nr. 3), tekst
- Luis Rodriguez: coproducer

## Tracklist
1. You're My Heart, You're My Soul (5:35)
2. You Can Win If You Want (3:55)
3. There's Too Much Blue in Missing You (4:40)
4. Diamonds Never Made a Lady (4:05)
5. The Night Is Yours - The Night Is Mine (5:30)
6. Do You Wanna (4:22)
7. Lucky Guy (3:31)
8. One in a Million (3:44)
9. Bells of Paris (4:18)